# Thorens-Glières
Thorens-Glières là một xã trong tỉnh Haute-Savoie thuộc vùng Rhône-Alpes đông nam Pháp, and is the birthplace of St. Francis de Sales.